# Hubert Lauper
Pour les articles homonymes, voir Lauper.
Hubert Lauper, né le 28 février 1944 à Belfaux (originaire de Chevrilles) et mort le 17 juin 2024, est une personnalité politique suisse du canton de Fribourg, membre du Parti démocrate-chrétien. Il est député au Conseil national de 1995 à 2003.

## Biographie
Hubert Lauper naît le 28 février 1944 à Belfaux. Il est originaire de Chevrilles, une autre commune du canton de Fribourg. Il est licencié en droit et détient un brevet d'avocat.
Il est marié et père de deux enfants.

### Parcours politique
Membre du Parti démocrate-chrétien (PDC), Hubert Lauper siège au Conseil communal de Belfaux de 1966 à 1976, où il exerce la fonction de syndic dès 1970.
Le 14 novembre 1976, il est élu au poste de préfet du district de la Sarine, succédant à son collègue de parti Laurent Butty. Soutenu par le Parti radical-démocratique et par le Parti des paysans, artisans et indépendants, il obtient 59 % des voix contre 41 % au socialiste Félicien Morel. Il doit alors quitter la syndicature de Belfaux. Il est réélu en 1981 et en 1986 sans opposition,. En 1991, il est réélu une troisième fois et obtient 80 % des voix contre 20 % à l'écologiste Gérard Bourgarel. Il quitte la fonction de préfet au terme de son quatrième mandat, en 1996. Son collègue de parti Nicolas Deiss lui succède.
En 1986, il se présente à l'élection au Conseil d'État du canton de Fribourg, mais il se désiste après le premier tour en raison de son mauvais résultat. Son score s'explique notamment par le fait qu'il se présente le même jour au Conseil d'État et à la préfecture de la Sarine, deux postes qui sont incompatibles, mais dont l'élection est simultanée.
De 1995 à 2003, il siège au Conseil national. Il est vice-président de la Commission des affaires juridiques de 1997 à 1999. Sa campagne pour les élections fédérales de 1995 est très médiatisée en raison du site Internet qu'il a créé à un moment où le canton de Fribourg ne compte qu'un millier d'internautes,,. En 2003, il renonce à se représenter.